# Forcett Hall
Forcett Hall est une maison de campagne anglaise dans le village de Forcett, North Yorkshire, Angleterre, à environ 6,5 milles (10 km) à l'ouest de Darlington. C'est un bâtiment classé Grade I.

## Histoire
Forcett appartient à la famille Shuttleworth de Gawthorpe Hall, Lancashire depuis 1582. Forcett Hall est à l'origine une maison élisabéthaine, modifiée en 1710 par William Benson (architecte). Après un incendie en 1726, elle est considérablement repensée en 1740 dans le style palladien par l'architecte Daniel Garrett sous Richard Shuttleworth, député, quittant le siège familial de Gawthorpe pour y emménager.
Il passe à son fils James, député de Preston et du Lancashire et haut shérif du Yorkshire de 1760 à 1761. Le fils de James, Robert, hérite de la propriété à la mort de son père en 1773, mais la vend en 1784 . Son fils Robert revient vivre à Gawthorpe.
Robert loue Forcett Hall à Algernon Percy (1er comte de Beverley), qui reste lorsque Robert Shuttleworth vend le domaine de Forcett Hall en 1785 à Frances Michell et son fils, Charles Michell. Forcett Hall reste dans la famille jusqu'en 1938, date à laquelle il est acheté par le lieutenant-colonel Hardress Waller.
Il sert de maison familiale à la famille Heathcote de 1938 à 2020, gérée par James et Alison Heathcote, qui accueillent des événements spéciaux et d'entreprise ,.
En 2011, la propriété est mise sur le marché avec un prix demandé de 5,5 millions de livres sterling. La maison figure en 2016 dans la série Channel 4 Obsessive Compulsive Cleaners . En 2021, la maison est acquise par le promoteur immobilier Karen Stephenson.

## Architecture
Le bâtiment de 12 583 pieds carrés (1 168,99895232 m2) a trois étages et un sous-sol avec quatre pièces de réception principales, 15 chambres et une aile est indépendante avec trois autres chambres. On y accède par une chaussée voûtée avec quatre colonnes doriques romaines et une frise dorique. A proximité se trouvent des lodges nord et sud classés Grade II.
Elle est entourée d'un parc de 85 hectares qui contient plusieurs bâtiments classés, dont une grotte incorporant une glacière et un mont, un jardin sauvage, l'oppidum de l'âge du fer de Stanwick et une grande collection d'arbres anciens et rares, dont l'un des plus grands cèdres à la campagne. Le parc est inscrit au registre du patrimoine anglais des parcs et jardins historiques d'intérêt historique particulier . Le pigeonnier est un bâtiment classé Grade II de 1740, conçu par Garnett.